# Дорожковка (приток Юга)
Дорожковка — река в России, протекает в Кичменгско-Городецком районе Вологодской области. Устье реки находится в 221 км по левому берегу реки Юг. Длина реки составляет 23 км.
Исток реки находится на Северных Увалах в болотах в 17 км к северо-востоку от села Кичменгский Городок. Генеральное направление течения — юг, русло сильно извилистое. В верхнем течении течёт по ненаселённому холмистому лесному массиву, в среднем — протекает примыкающие друг к другу деревни Данилово, Дорожково и Труфаново. Притоки — Каменка (правый), Шарженьга (левый). Ширина реки не превышает 10 метров. Впадает в Юг в 11 км к востоку от Кичменгского Городка.

## Данные водного реестра
По данным государственного водного реестра России и геоинформационной системы водохозяйственного районирования территории РФ, подготовленной Федеральным агентством водных ресурсов:
- Бассейновый округ — Двинско-Печорский;
- Речной бассейн — Северная Двина;
- Речной подбассейн — Малая Северная Двина;
- Водохозяйственный участок — Юг;
- Код водного объекта — 03020100212103000010989.